# José Lázaro Robles
José Lázaro Robles, mais conhecido como Pinga (São Paulo, 11 de fevereiro de 1924 – Campinas, 8 de maio de 1996), foi um futebolista brasileiro. Marcou 555 gols na sua carreira de quase vinte anos.

## Portuguesa
Filho de imigrantes espanhóis operários, Pinga estreou no time profissional da Portuguesa em  16 de março de 1944, derrota para o Juventus-SP por 2–0. Seu irmão mais velho, Arnaldo Robles, defendia o Juventus e, quando foi para a Portuguesa, alguns anos mais tarde, formou com Pinga a única dupla de irmãos a atuar juntos na história do clube.
Entre as duas Copas, conquistou seu único título com a Portuguesa, o Torneio Rio-São Paulo de 1952, de que foi artilheiro, com 11 gols. Dois anos antes, foi ainda artilheiro do Campeonato Paulista, com 26 gols.
Em 1951 fez parte da equipe que conquistou a primeira Fita Azul da história do clube.
Os últimos dois anos com a camisa da Portuguesa foram as temporadas que ele marcou mais gols pelo clube: 55 gols em 1951 e 51 gols em 1952.
É até hoje o maior artilheiro da história da Associação Portuguesa de Desportos, com 237 gols.

## Vasco da Gama
No começo de 1953, foi vendido ao Vasco da Gama, onde passou para a ponta esquerda e seguiu marcando muitos gols — só em Campeonatos Cariocas, foram mais de cem. Pelo Vasco, ganhou dois Campeonatos Cariocas (1956 e 1958) e um Rio São Paulo (1958).
Entrou em declínio no início dos anos 1960 e em meados de 1962 transferiu-se para o Juventus-SP.
No total marcou 252 gols se tornando o quarto maior goleador da história do clube.

## Juventus
Retornou ao Juventus em 1962 e um ano depois encerrou a sua carreira. Marcou 9 gols com a camisa grená.

## Seleção brasileira
Em 1950, foi convocado pela primeira vez para a Seleção Brasileira, embora fosse uma seleção reserva, convocada para a disputa da Taça Oswaldo Cruz, contra o Paraguai. Pinga marcou três dos cinco gols do Brasil (vitória por 2–0 e empate em 3–3) e ajudou a seleção a ser campeã. Muitos dos jogadores dessa seleção acabaram convocados pelo técnico Flávio Costa para disputar a Copa do Mundo de 1950, mas Pinga ficou de fora.
Em 1952 foi convocado para o Campeonato Pan-Americano de futebol no Chile ao lado de mais três companheiros de time: Djalma Santos, Brandãozinho e Julinho Botelho. Disputou cinco jogos e marcou três gols que ajudaram o Brasil a conquistar seu primeiro título no exterior.
Em 1953 foi vice campeão do Campeonato Sul-Americano de Lima. Fez dois gols em seis partidas. As três derrotas com a camisa da seleção foram obtidas nesse campeonato.[carece de fontes?]
Em 1954 foi convocado, para a Copa do Mundo de 1954, na Suíça, e marcou dois gols contra o México na estreia. Jogou ainda a partida seguinte, contra a Iugoslávia, mas foi substituído por Humberto no jogo seguinte, em que o Brasil foi eliminado pela Hungria.
A sua última partida pela seleção brasileira foi na vitória sobre o Paraguai por 3–0, pela Taça Oswaldo Cruz, em 13 de novembro de 1955.
Ao todo, ele fez 19 jogos, marcou 10 gols e conquistou 3 títulos pelo Brasil..

## Seleção Paulista e Carioca
Em 1946 foi vice campeão brasileiro pela seleção paulista. Após outro vice campeonato em 1950 ele foi um dos principais nomes na conquista de 1952.[carece de fontes?] No total ele marcou 11 gols pela seleção paulista.
Não teve a mesma sorte pela seleção carioca mesmo anotando 18 gols, conseguiu no máximo o vice campeonato em 1954 e 1956.

## Títulos
Portuguesa
- Torneio Rio-São Paulo: 1952
- Torneio Quadrangular de Salvador: 1951
- Taça San Izidro (Espanha): 1951

Vasco da Gama
- Torneio Internacional de Paris: 1957
- Copa Internacional Rivadávia: 1953
- Torneio Rio–São Paulo: 1958
- Campeonato Carioca: 1956 e 1958
- Torneio Internacional de Santiago: 1957
- Torneio Início do Rio de Janeiro: 1958
- Taça Cidade do Rio de Janeiro : 1959
- Torneio Quadrangular de Lima: 1957
- Troféu Teresa Herrera: 1957

Seleção Brasileira
- Campeonato Pan-Americano: 1952
- Taça Oswaldo Cruz: 1950 e 1955

Seleção Paulista
- Campeonato Brasileiro de seleções estaduais: 1952.

## Artilharias
- Campeonato Paulista de futebol de 1950: 26 gols
- Torneio Rio-São Paulo de 1952: 11 gols

## Premiações
- Jogador do ano: Melhor jogador do Vasco nas temporadas 1954, 1955, 1956, 1959 e 1960.

## Marca histórica
- Maior artilheiro da história da Portuguesa de Desportos com 237 gols.
- 4º maior Artilheiro da história do Vasco da Gama com 252 gols.